# Italo Carminati
Italo Carminati (Seriate, 4 maggio 1935 – Padova, 17 luglio 2011) è stato un calciatore italiano, di ruolo attaccante.

## Carriera
Inizia con il Ponte San Pietro in IV Serie. Nell'estate 1954, a 19 anni, passa al Piacenza in Serie C: con gli emiliani si conquista il posto da titolare realizzando 7 reti in 24 partite e attira l'attenzione del Milan, che lo acquista in prestito. In maglia rossonera è chiuso da Gunnar Nordahl e Juan Alberto Schiaffino, e colleziona solo 6 presenze: l'esordio in Serie A avviene l'11 dicembre 1955 in Pro Patria-Milan 1-1. Esordisce anche nella prima edizione della Coppa dei Campioni, il 23 novembre 1956 nella vittoria esterna per 4-1 con il Saarbrucken.
A fine stagione non viene riconfermato dal Milan, e fa rientro al Piacenza, che lo cede alla Simmenthal Monza in Serie B dove gioca per 4 stagioni. Nel 1960 passa al Messina, voluto dal suo vecchio allenatore al Monza, Bruno Arcari e nel 1962 al Como, sempre in Serie B. Con i lariani arriva per la prima volta in doppia cifra realizzando 12 reti, e viene acquistato dal Padova, ancora in Serie B. Con i biancoscudati gioca per cinque campionati, intervallati da una stagione in Serie A al Bologna: nelle prime quattro stagioni è tra i protagonisti, giocando da titolare e realizzando 43 reti, mentre nella quinta viene relegato ai margini della rosa e non può evitare la retrocessione in Serie C. Ha realizzato la doppietta nella semifinale di Coppa Italia giocata all'Appiani il 7 giugno 1967 con cui i biancoscudati hanno vinto 3-2 eliminando l'Inter di Mazzola, Facchetti, Suárez, Domenghini.

## Ritiro e post-ritiro
In seguito alla retrocessione e al deterioramento del rapporto con il Padova, decide di ritirarsi definitivamente dal mondo del calcio. In carriera ha totalizzato complessivamente 7 presenze in Serie A e 326 presenze e 92 reti in Serie B. Si stabilisce comunque nella città del Santo dove intraprende diverse attività imprenditoriali.
Muore a Padova il 17 luglio 2011, all'età di 76 anni.

## Palmarès
- Coppa Latina: 1

Milan: 1956